# Esperanza (Landskrona)
Esperanza – osiedle mieszkaniowe w Landskronie w Szwecji.
Osiedle na 117 mieszkań w południowo-zachodniej części miasta zaprojektował Ralph Erskine w 1968. Zajęło ono teren 5,5 hektara. Projekt został nagrodzony w konkursie. Zespół składa się z szeregowych domów o dwóch kondygnacjach i domów z patiem o jednej kondygnacji. Domy dwukondygnacyjne rozlokowane są wzdłuż nabrzeża. Grupy domów rozdzielają swobodnie poprowadzone ścieżki. Przewidziano wolne działki na place zabaw i miejsca spotkań sąsiadów. Ze wszystkich domów prowadzą piesze ciągi do głównej drogi, gdzie rozmieszczone zostały ośrodki spotkań i urządzenia rekreacyjne (m.in. korty tenisowe, tor łyżwiarski, minigolf i inne). Wolne tereny przystosowano do jazdy na rowerach i nartach. 
Na osiedlu jest 61 domów dwukondygnacyjnych (jednorodzinnych) z czterema sypialniami każdy. Strefy prywatne wydzielono wysokimi drewnianymi płotami z prześwitami w górnych częściach. Dla samochodów przewidziano 262 miejsca postojowe, a garaże zaplanowano tylko w 43 domach. 